# Jumièges
Jumièges è un comune francese di 1 740 abitanti situato nel dipartimento della Senna Marittima nella regione della Normandia.
Vi si trova l'Abbazia di Jumièges, capolavoro dell'architettura romanica, fondata nel 654 da San Filiberto ed in seguito rimaneggiata.

## Storia
Deve la sua origine a un'abbazia fondata nel 654 da san Filiberto; attorno ad essa crebbe l'attuale città.
Abbandonata nell'851 in seguito alle incursioni Normanne, fu ristabilita nel X secolo.
Tra l'XI secolo ed il XII secolo le sue scuole furono celebri.
Più volte saccheggiata la città decadde insieme alla sua abbazia che nel XVIII secolo fu devastata durante la Rivoluzione francese.

## Società

### Evoluzione demografica
Abitanti censiti